# El baile del Savoy
El baile del Savoy (título original en alemán: Ball im Savoy) es una opereta en tres actos y un preludio con música de Paul Abraham y libreto en alemán de Alfred Grünwald y Fritz Löhner-Beda. Se estrenó el 23 de diciembre de 1932 en la Großes Schauspielhaus de Berlín. Fue el mayor éxito de Abraham.
Este título contó con una adaptación castellana de José Juan Cadenas y Antonio Paso Cano con arreglos musicales de Pablo Luna, dada a conocer el 29 de enero de 1934 en el Teatro Victoria de Madrid (que es como se denominó el Teatro Reina Victoria durante la Segunda República). Dicha adaptación recibió en castellano el título de El baile del Savoy y contó con Celia Gámez como protagonista estelar. Varios números de dicha versión quedaron impresionados en discos de 78 rpm por Gámez junto al actor Pierre Clarel acompañados por la Orquesta Los Bolivios bajo la dirección musical de Pascual Godés (remasterizados y reeditados en el año 2000).
Esta ópera había dejado de representarse en tiempos modernos; en las estadísticas de Operabase aparecía con sólo 3 representaciones en el período 2005-2010, siendo la tercera de Paul Abraham. Sin embargo, desde la temporada 2012-2013 la Komische Oper de Berlín la ha vuelto a poner en circulación con una espectacular producción escénica dirigida por Barry Kosky que se ha mantenido en el repertorio de dicho teatro hasta la temporada 2018-2019. Dicho montaje ha supuesto un punto de inflexión en la vida de esta opereta; así, por ejemplo, durante la temporada 2018-2019 también ha habido producciones de Ball im Savoy en los teatros de ópera de Núremberg y de Lübeck, ambos en Alemania, o de Бал В Савоя (Bal V Savoya) en la ópera estatal de Burgas, en Bulgaria.

## Personajes
| Personaje                                                                               | Tesitura      | Reparto del estreno, 23 de diciembre de 1932 (Director: - ) |
| --------------------------------------------------------------------------------------- | ------------- | ----------------------------------------------------------- |
| Madeleine de Faublas (o Faublais)                                                       | soprano       | Gitta Alpar                                                 |
| Marqués Aristide de Faublas, su esposo                                                  | tenor         | Arthur Schröder                                             |
| Daisy Darlington (Parker) (José Pasodoble), compositor de jazz                          | soprano       |                                                             |
| Mustafá Bey, agregado de la embajada turca                                              | tenor         | Oszkár Dénes                                                |
| Tangolita, bailarina argentina                                                          | contralto     | Trude Berliner                                              |
| Archibald, criado de Aristide                                                           | barítono      |                                                             |
| Mizzi de Viena, esposa divorciada de Mustafá Bey                                        | papel hablado |                                                             |
| Blanca de Praga, esposa divorciada de Mustafá Bey                                       | papel hablado |                                                             |
| Lucia de Roma, esposa divorciada de Mustafá Bey                                         | papel hablado |                                                             |
| Mercedes de Madrid, esposa divorciada de Mustafá Bey                                    | papel hablado |                                                             |
| Trude de Berlín, esposa divorciada de Mustafá Bey                                       | papel hablado |                                                             |
| Ilonka de Budapest, esposa divorciada de Mustafá Bey                                    | papel hablado |                                                             |
| Célestin Formant, abogado                                                               | papel hablado | Victor de Kowa                                              |
| Pomerol, jefe de comedor en el "Savoy"                                                  | papel hablado |                                                             |
| Monsieur Albert, jefe de casa de modas en París                                         | papel hablado |                                                             |
| Ernest Bennuet, un joven amigo de Célestin                                              | papel hablado |                                                             |
| Bébé, doncella de Madeleine                                                             | papel hablado |                                                             |
| Huéspedes en Faublas's, personal y huéspedes del hotel, invitados al baile y bailarines |               |                                                             |